# Jakobskapelle (Buttwil)

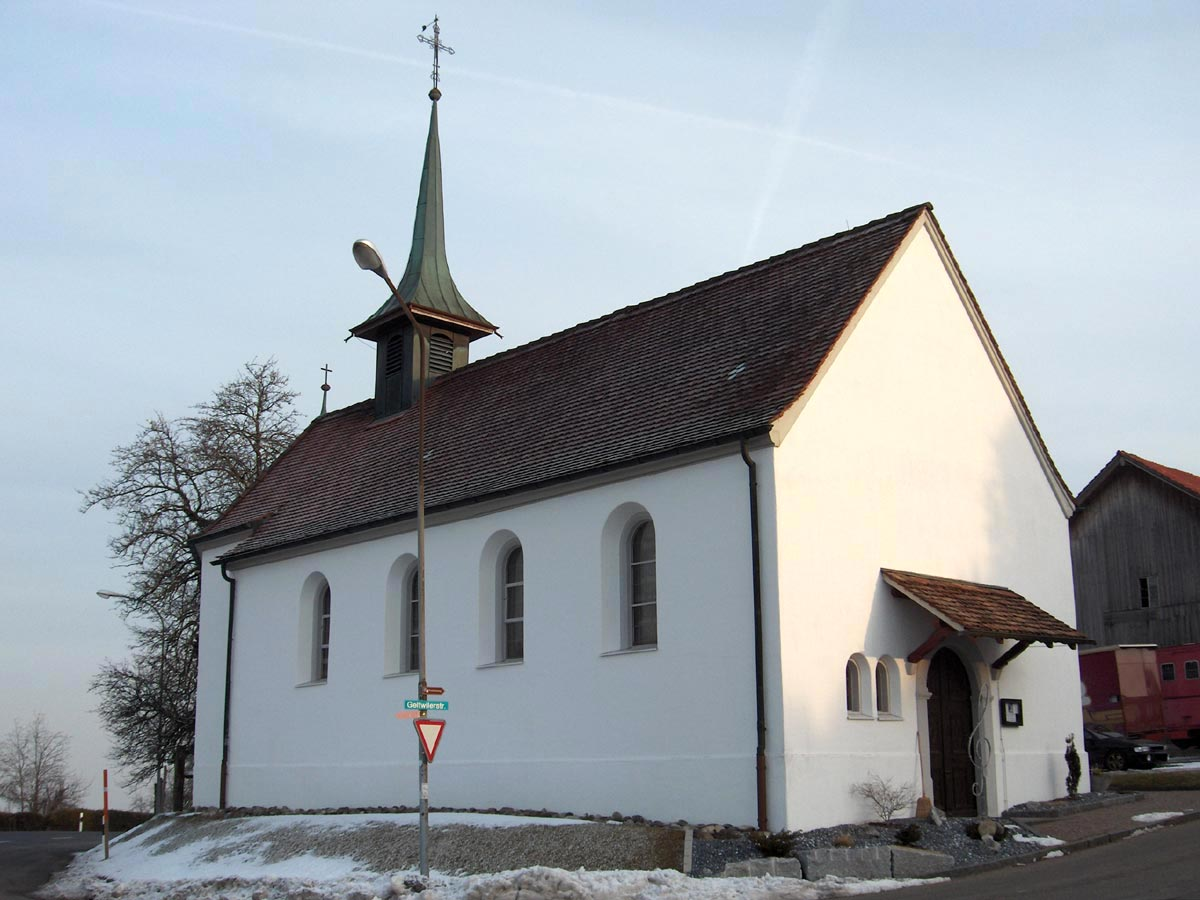
Jakobskapelle

Die Jakobskapelle (genauer: Kapelle St. Jakobus Major) ist eine römisch-katholische Kapelle aus dem  17. Jahrhundert  am östlichen Dorfrand von Buttwil im Kanton Aargau. Sie ist Jakobus dem Älteren geweiht und heute denkmalgeschützt.
1666 stiftete Hans Jacob Bartlime, ein aus Esch bei Wiesbaden eingewanderter Geiger, 500 Gulden für den Bau der Kapelle. Zusätzliche 100 Gulden stiftete das Kloster Muri, der Kollator der Pfarrei Muri, zu der Buttwil heute noch gehört. Die Bauarbeiten übernahmen Handwerker aus der Region, am 10. Juli 1669 erfolgte die Einweihung. Fürstabt Plazidus Zurlauben liess 1715 den Dachreiter erneuern. 1857 malte Melchior Paul von Deschwanden ein neues Altarbild. Nachdem 1923 eine kleine Sakristei angebaut worden war, verlängerte man 1949/50 die Kapelle um zwei Fensterachsen. Dabei blieben der eingezogene Chor, der Chorbogen und die Längsmauern des Kirchenschiffs erhalten, während der Boden gesenkt wurde. 